# 抗雄激素
抗雄激素（anti-androgens），或稱為雄性激素拮抗劑（androgen antagonists）。於1960年代時被發現，藉由阻斷特定的受體而抑制雄性激素的作用。可以競爭細胞表面的接受器或是影響雄性激素的產生。抗雄激素可用來治療一系列的疾病。在男性，抗雄激素經常用來治療前列腺癌。对女性使用通常用來減少體內過多的雄性激素。抗雄激素對環境的影響已經受到高度的關注。許多的工業化學物質、殺蟲劑都有抗雄激素的作用。一些特定的植物也被發現會產生抗雄激素。環境中的抗雄激素對於生殖系統還在發育的小孩會有深遠的影響。

## 機轉
抗雄激素可按原理分为雄性激素受體阻断剂、雄性激素合成抑制剂和抗促性腺激素三种。

### 阻断受体
| 物质         | RBA（相对结合亲和力）(%) |
| ------------ | ------------------------ |
| 甲基群勃龙   | 100                      |
| 双氢睾酮     | 85                       |
| 醋酸环丙孕酮 | 7.8                      |
| 螺内酯       | 2.3                      |
| 比卡鲁胺     | 1.4                      |
| 尼鲁胺       | 0.9                      |
| 羟基氟他胺   | 0.57                     |
| 氟他胺       | <0.0057                  |

阻断受体的可按结果分为類固醇類和非類固醇類两种。類固醇類抗雄激素与睾酮、孕酮等类固醇类似，由于其类固醇的结构经常会激活其他激素受体，造成脱靶活性。因為它有高脂性，所以可以擴散穿過細胞膜的雙磷脂層，阻擋睪酮和双氢睾酮（DHT）鍵結到受體上，進而影響基因表現活性。比卡鲁胺和氟他胺这类非類固醇類抗雄激素则没有这类副作用，因此有时候也叫“纯”抗雄激素。

### 抑制合成
雄性激素合成抑制剂是抑制雄激素生物合成的酶抑制剂。雄激素的合成主要集中于性腺和肾上腺，但在前列腺、毛囊等位置也有发生。如酮康唑不只跟睾酮還有双氢睾酮競爭雄性激素受體，還會去抑制负责将孕烷类转换为雄激素的CYP17A1的活性，从而抑制了雄性激素的合成，導致腎上腺皮質生產的睾酮量下降。由于CYP17A1还负责将盐皮质激素转换为糖皮质激素，使用这类药物时经常需要配合强的松之类的糖皮质激素，用以防止肾上腺功能不足。螺内酯也是通过抑制CYP17A1发挥抗雄作用。
5α-还原酶抑制剂会抑制5α-还原酶，从而抑制双氢睾酮的合成。

### 抗促性腺激素
促性腺激素，如黄体生成素（LH）、促卵泡激素（FSH），负责促使性腺制造性激素。抗促性腺激素会抑制垂体在GnRH作用下释放促性腺激素的功能。各种GnRH类似物都可以有效压制促性腺激素的产生，从而将男性的血浆雄激素含量降低95%。由于下丘脑—垂体—性腺轴的负反馈调节，雌激素、孕激素也能有效降低促性腺激素的作用。大剂量雌激素可以将雄激素降低到阉割水平，大剂量孕激素也同样可以将男性的雄激素水平降低七到八成。

## 醫療應用
抗雄激素藥物可以用於一系列跟雄性激素有關的醫學問題。通常用於男性的前列腺癌，良性前列腺增生症，性慾亢進，男性不孕症，還有正在進行性别肯定激素治疗（GAHT）的跨性别者。